# 岩手県道39号北上東和線
岩手県道39号北上東和線（いわてけんどう39ごう きたかみとうわせん）は、岩手県北上市から花巻市東和町に至る県道（主要地方道）である。

## 概要

### 路線データ
- 実延長：17,429.4 m
- 起点：北上市本通り三丁目（国道107号・県道254号交点）
- 終点：花巻市東和町安俵6区（国道283号・県道43号交点）

## 歴史
- 1974年（昭和49年）3月19日 - 県道に認定される[1]。
- 1993年（平成5年）5月11日 - 県道相去飯豊線の一部と北上東和線が、北上東和線として建設省から主要地方道の指定を受ける[2]。
- 2015年（平成27年）9月13日 - 平成大橋が開通する[3]。

## 路線状況

### 重複区間
- 北上市本通り三丁目 - 北上市本通り四丁目：岩手県道254号相去飯豊線
- 花巻市東和町北成島5区 - 花巻市東和町安俵9区：岩手県道284号花巻田瀬線

### 道の駅
- とうわ（花巻市東和町）

## 地理

### 通過する自治体
- 北上市
- 花巻市

### 交差・接続する道路
- 国道107号、岩手県道254号相去飯豊線・相去方面（北上市本通り三丁目）
- 岩手県道254号相去飯豊線・飯豊方面（北上市本通り四丁目）
- 岩手県道28号花巻北上線（北上市更木22地割）
- 岩手県道284号花巻田瀬線・花巻方面（花巻市東和町北成島5区）
- 岩手県道284号花巻田瀬線・田瀬方面（花巻市東和町安俵9区）
- E46 釜石自動車道 東和IC（花巻市東和町安俵6区）
- 国道283号・岩手県道43号盛岡大迫東和線（花巻市東和町安俵6区）